# Motorredskap klass I
Motorredskap klass I är enligt svenska regler ett fordon och en anläggningsmaskin som är konstruerat för en högsta hastighet som överstiger 30 km/tim. Motorredskap klass I får dock inte framföras med högre hastighet än 50 km/tim (40 km/tim med två släpvagnar). Körkort med typ B eller högre krävs. Registreringsskylt och kontrollbesiktning krävs också.